# Кояма, Рэми
Рэми Кояма (яп. 小山 玲弥 Кояма Рэми, род. 17 июля 2000) — японская хоккеистка, нападающий. Игрок национальной сборной Японии, дебютировавшая в 2019 году. В чемпионате Японии выступает за команду «Сэйбу Принцесс Рэббитс». С 2016 по 2018 год играла в составе юниорской сборной Японии на чемпионатах мира до 18 лет. Победительница двух турниров первого дивизиона юниорского чемпионата мира (2016 и 2018).

## Биография
Рэми Кояма играет за команду «Сэйбу Принцесс Рэббитс». В сезоне 2015/16, в возрасте 16-ти лет, дебютировала за юниорскую сборную Японии на чемпионате мира до 18 лет. На турнире первого дивизиона Кояма отметилась двумя результативными передачами. Японки выиграли все матчи на соревновании и получили допуск в топ-дивизион. В 2018 году сборная Японии не сумела остаться в элите, заняв последнее место. Рэми закончила турнир в тройке лидеров своей команды по результативности, набрав 3 (1+2) очка. В розыгрыше группы A первого дивизиона чемпионата мира 2018 Кояма набирала в среднем более одного результативного балла за матч и помогла занять сборной 1-е место. По итогам турнира она была выбрана лучшим игроком своей сборной по версии тренеров. В этом же году Сига дебютировала за основную сборную Японии на чемпионате мира 2019. На данном турнире Рэми не сумела отличиться, завершив чемпионат с нейтральным показателем полезности. Япония проиграла в 1/4 финала сборной США и заняла на турнире 8-е место.

## Статистика
| Легенда | Легенда                    | Легенда | Легенда                   | Легенда | Легенда    |
| ------- | -------------------------- | ------- | ------------------------- | ------- | ---------- |
| И       | Количество проведённых игр | Штр     | Штрафное время            | +/−     | Плюс-минус |
| Г       | Голы                       | П       | Голевые передачи          | О       | Очки       |
| -       | Статистика неизвестна      | —       | Статистика не учитывалась |         |            |

### Международная
По данным: Eurohockey.com и Eliteprospects.com

## Достижения
Командные
| Год  | Команда         | Достижение                                                           | Достижение |
| ---- | --------------- | -------------------------------------------------------------------- | ---------- |
| 2016 | Япония (юниор.) | Победительница первого дивизиона юниорского чемпионата мира          |            |
| 2018 | Япония (юниор.) | Победительница группы A первого дивизиона юниорского чемпионата мира |            |

Личные
| Год  | Команда         | Достижение                                                                                      | Достижение |
| ---- | --------------- | ----------------------------------------------------------------------------------------------- | ---------- |
| 2018 | Япония (юниор.) | Лучший игрок команды по версии тренеров в группе A первого дивизиона юниорского чемпионата мира |            |

- По данным Eliteprospects.com.